# Marktfalen
Marktfalen is het niet optimaal oplossen van een verdelingsvraagstuk door marktwerking, zoals begrepen in de neoklassieke economie. Deze leer stelt dat marktwerking in principe tot een uitkomst moet leiden die Pareto-efficiënt is. Hieraan zijn wel enige voorwaarden verbonden: de markt zou een perfecte markt moeten zijn met volledige mededinging, volledige informatie voor iedereen, geen toe- en uittredingsbarrières, geen transactiekosten en homogene producten. Aan dit complex van voorwaarden wordt zeer zelden voldaan.
Bij optreden van marktfalen is de oplossing een second-best solution: een herinrichting van de markt, gewoonlijk door ingrijpen van de overheid.
Door marktfalen wordt de optimale situatie niet bereikt. Vaak is dat omdat grote externe effecten optreden. Deze worden per definitie niet in de prijsvorming meegenomen, waardoor de markt een sub-optimale oplossing bereikt. Er is geen duidelijk breekpunt, waar marktfalen begint op te treden. De markt kan niet leiden tot een efficiënt leger, maar wel tot lijfwachten. Scholen kunnen door de markt een instrument worden waarmee de financiële elite dynastieke neigingen krijgt. Ziekenhuizen zullen met marktwerking discriminerend optreden tegen niet-verzekerden. Tolwegen leiden tot verkeershinder. Marktwerking in sectoren die grote netwerken gebruiken (treinvervoer, energiedistributie) kunnen leiden tot onnodige verdubbeling van het netwerk. Door negatieve risicoselectie kan in sommige verzekeringsbranches (ziektekosten, werkloosheid, pensioen, arbeidsongeschiktheid) een sub-optimale situatie ontstaan.
Het begrip marktfalen veronderstelt dat markten volmaakte verdelingsapparaten zijn die iedere deelnemer doen toekomen wat hij verdient. In heterodoxe opvattingen van de economische wetenschap waarin deze visie verworpen wordt, is het begrip marktfalen betekenisloos. In de klassieke en de marxistische economie, bijvoorbeeld, is de functie van de markt het vaststellen van prijzen en het realiseren van winst, niet het bereiken van enig sociaal optimum.